# 傅怡
傅怡（1953年11月—），山西人，中国共产党党员，2004年6月被授予少将军衔，原浙江省军区司令员，2015年3月，新闻公布其被中纪委带走调查。

## 生平
1953年，傅怡出生在江苏省南京市，祖籍是山西省绛县。1968年11月，正值文化大革命期间，傅怡来到江苏省宿迁县塘湖公社插队。第二年3月，傅怡加入中国人民解放军，在南京军区装甲兵坦克第九师二三六团二营六连担任一名普通的坦克驾驶员，负责宿迁县晓店的防守任务，后来，他跟着其所在的部队调入北京军区，傅怡在山西省长治市潞城县工作。
1971年8月，傅怡加入中国共产党。11月，傅怡陆续担任部队里的连级技术员、团技术检查站站长、师后勤部装备科助理员。1976年6月，傅怡担任北京军区坦克乘员训练基地二大队七连连长、北京军委装甲兵司令部军训处部队训练科参谋。1980年8月，傅怡陆续担任南京军区装甲兵坦克第十师司令部作训科参谋、副科长，坦克第三十八团参谋长，坦克第十师副参谋长，坦克第三十九团团长，坦克第十师副师长、师长，在南京军区一共工作了22年，职务慢慢攀升。2002年7月，傅怡担任中国人民解放军第一集团军参谋长、北海舰队旅顺基地副司令、中国人民解放军第十二集团军副军长。傅怡的最高职务是浙江省军区司令员。2004年6月，傅怡取得中国人民解放军少将军衔。2013年11月，傅怡退休，南京军区原副参谋长王海涛少将担任浙江省军区司令员。
2015年3月，新闻公布其被中纪委带走调查。部分媒体如腾讯网等称他和郭伯雄之子郭正钢、媳妇吴芳芳等贪官污吏有着千丝万缕的腐败联系，而军中小老虎们的落马，将最终牵出大老虎郭伯雄。